# Amerykański Rewolucyjny Sojusz Ludowy
Amerykański Rewolucyjny Sojusz Ludowy (hiszpański Alianza Popular Revolucionaria Americana – Partido Aprista Peruano, APRA) – peruwiańska centrolewicowa partia polityczna.

## Historia
APRA została założona przez Victora Raúla Haya de la Torre w mieście Meksyk 7 maja 1924. Miała  aspiracje, by stać się partią ogólnoamerykańską. Ugrupowanie domagało się oddzielenia państwa od Kościoła, nacjonalizacji przemysłu, wywłaszczenia największych majątków (za odszkodowaniem) i praw wyborczych dla kobiet. W sprawach międzynarodowych partia sprzeciwiała się imperializmowi i ingerencji Stanów Zjednoczonych w sprawy państw Ameryki Łacińskiej i domagała się rewolucji antykapitalistycznej.
Jedyną sekcją partii jaka przetrwała jest sekcja peruwiańska. Jest jedną z najstarszych partii Peru. W 1950 roku została prawnie uznana za partię polityczną, musiała jednak przy tym zrezygnować z najbardziej radykalnych postulatów. Mogła wystartować po raz pierwszy po upadku wojskowego reżimu w wyborach w 1979 roku. Haya de la Torre został wybrany przewodniczącym Zgromadzenia Konstytucyjnego, miał być kandydatem partii na prezydenta w wyborach w 1980 roku, ale zmarł przed wyborami. W 1985 roku prezydentem kraju został działacz APRA Alan García Pérez, który ponownie został prezydentem w 2006 roku.
Ugrupowanie jest członkiem Międzynarodówki Socjalistycznej, wydaje dziennik La tribuna.